# Guillaume Krommenhoek
Guillaume Krommenhoek (Ámsterdam, 11 de julio de 1992) es un deportista neerlandés que compite en remo.
Ganó dos medallas de plata en el Campeonato Mundial de Remo, en los años 2022 y 2023, y dos medallas de plata en el Campeonato Europeo de Remo, en los años 2022 y 2025.
Participó en los Juegos Olímpicos de Tokio 2020, ocupando el séptimo lugar en la prueba de dos sin timonel.

## Palmarés internacional
| Campeonato Mundial | Campeonato Mundial       | Campeonato Mundial | Campeonato Mundial |
| Año                | Lugar                    | Medalla            | Prueba             |
| ------------------ | ------------------------ | ------------------ | ------------------ |
| 2022               | Račice (República Checa) | Medalla de plata   | Ocho con timonel   |
| 2023               | Belgrado (Serbia)        | Medalla de plata   | Ocho con timonel   |
| Campeonato Europeo |                          |                    |                    |
| Año                | Lugar                    | Medalla            | Prueba             |
| 2022               | Múnich (Alemania)        | Medalla de plata   | Ocho con timonel   |
| 2025               | Plovdiv (Bulgaria)       | Medalla de plata   | Ocho con timonel   |